# John Vincent Barry
Sir John Vincent William Barry QC (13 de junho de 1903 – 8 de novembro de 1969) foi um juiz australiano da Suprema Corte de Victoria e um especialista em criminologia. Barry foi um opositor da pena capital.